# Chen Shih-hsin
Chen Shih-hsin (n. 16 noiembrie 1978, Taipei, Taiwan) este o sportivă ce a reprezentat Taiwan, medaliată olimpică. A participat la o ediție a Jocurilor Olimpice (2004) în care a câștigat o medalie de aur.